# BCS (azienda)
La BCS S.p.A. (acronimo di Bonetti, Castoldi, Speroni) è un'azienda italiana, con sede ad Abbiategrasso, nella città metropolitana di Milano, appartenente al gruppo omonimo specializzata nella progettazione e produzione di motocoltivatori, motofalciatrici, trattori e attrezzature per la fienagione. 

## Storia

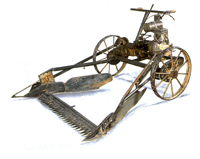
La prima falciatrice a motore modello 243 prodotta in Italia.

BCS nasce nel 1943 da una semplice intuizione del suo fondatore Luigi Castoldi, e in pochi anni diventa un'azienda solida e ben strutturata, fiore all'occhiello di quelle che sarebbero state le società italiane di prestigio nel settore della meccanizzazione agricola post-bellica.
La sua prima attività ruota attorno a una minuscola officina di Abbiategrasso, attiva cittadina nella valle del Ticino alle porte di Milano; il giovane ingegnere ha sotto gli occhi le interminabili giornate dei contadini costretti a coltivare con mezzi arcaici i fertili campi di quelle pianure. Da qui l'idea di progettare e costruire una motofalciatrice semovente dotata di un motore a scoppio di bassa potenza supportato da un telaio auto-portante dove sono ospitati anche la trasmissione ed il sistema di taglio: nasce così la MF 243, che rappresenta un'autentica rivoluzione nel panorama agricolo del tempo sia per la sua enorme capacità produttiva che per il concreto miglioramento della vita dei contadini non più obbligati a faticose giornate di falciatura manuale.
Il successo della motofalciatrice BCS fu sorprendente e convinse l'ingegnere Luigi a sviluppare una gamma completa di macchine agricole studiate nell'intento di ridurre il lavoro manuale a vantaggio di soluzioni meccaniche efficienti ed efficaci. Alle motofalciatrici seguirono quindi le mietilegatrici per il taglio e la raccolta in covoni dei cereali e, sul finire degli anni '60, la BCS entra nel campo della manutenzione del verde con la realizzazione dei primi motocoltivatori multifunzionali “leggeri” e di piccole dimensioni, per un mercato nel quale, fino ad allora, esistevano solo macchine costose e ingombranti.
A partire dal 1970, per far fronte alla crescente richiesta di aumentare la produttività in agricoltura, vennero introdotte le rotative a dischi per trattori.

## Fotogallery storica

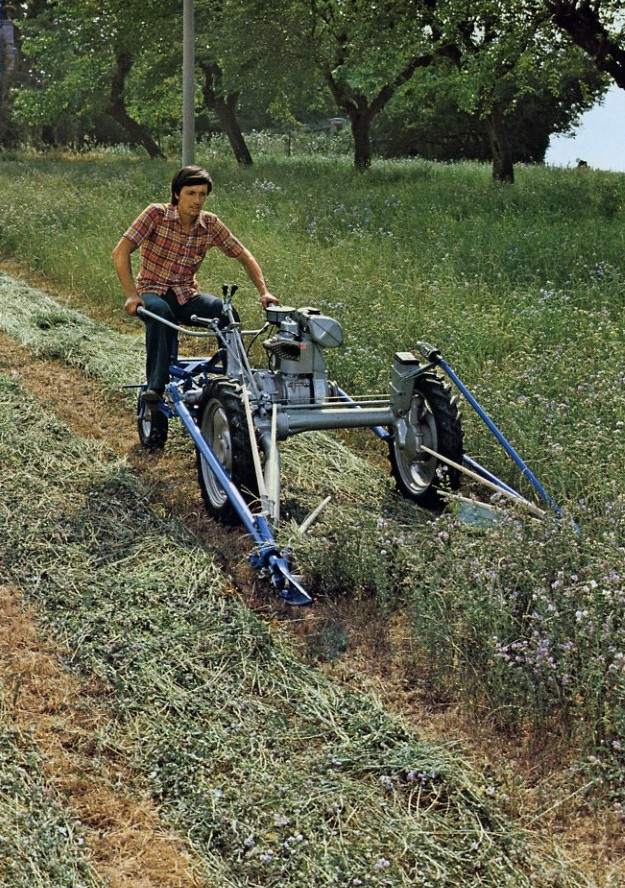
Falciatrice modello 622.